# قرزح أوشيري
قرزح أوشيري (الاسم العلمي: Atraphaxis aucheri) هي نوع من النباتات يتبع جنس القرزح من فصيلة البطباطية.